# Alexanderplatz-Demonstration

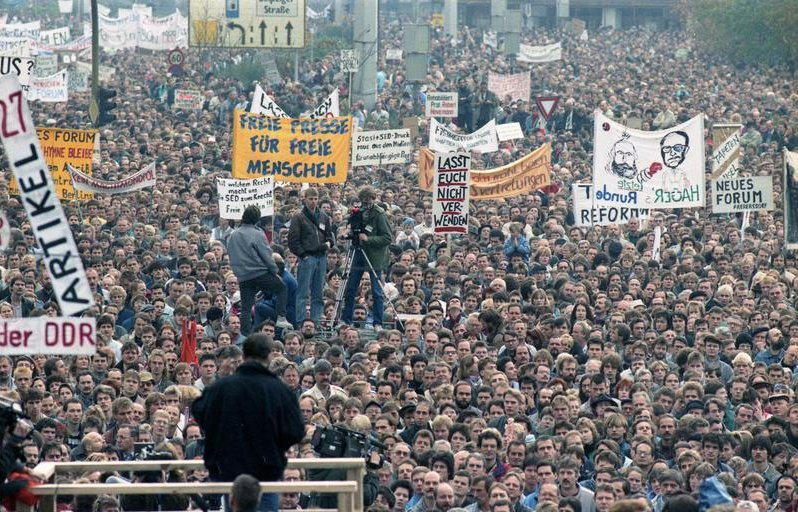
Demonstranten auf dem Alexanderplatz während der Abschlusskundgebung am 4. November 1989 mit kreativ gestalteten Transparenten

Die Alexanderplatz-Demonstration war die größte nicht staatlich gelenkte Demonstration in der Geschichte der DDR. Die Demonstration fand am Samstag, dem 4. November 1989, in Ost-Berlin statt und war die erste offiziell genehmigte Demonstration in der DDR, die nicht vom Machtapparat ausgerichtet wurde. Die Demonstration und die Abschlusskundgebung auf dem Alexanderplatz, die von Mitarbeitern mehrerer Ost-Berliner Theater organisiert wurden, richteten sich gegen Gewalt und für verfassungsmäßige Rechte, Presse-, Meinungs- und Versammlungsfreiheit.
An der Alexanderplatz-Demonstration nahmen nach Angaben der Veranstalter 500.000 bis eine Million Menschen teil. Diese Angabe ist in der Forschung jedoch umstritten. Sie gilt als Meilenstein der friedlichen Revolution in der DDR.

## Vorbereitung

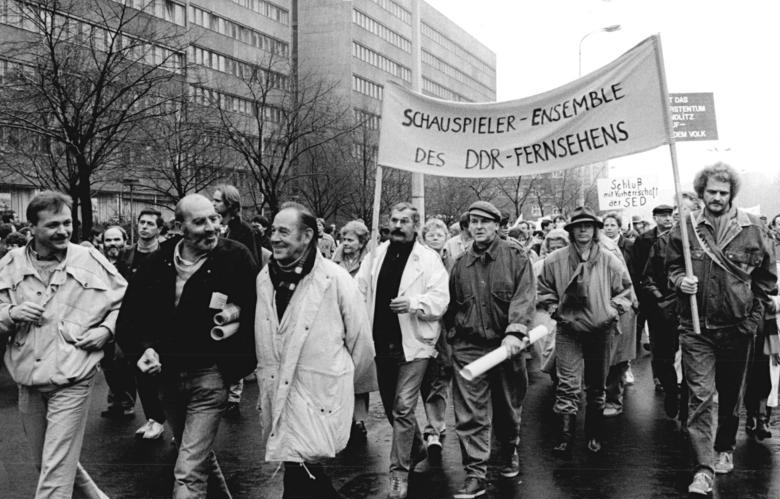
Teilnehmende Schauspieler des Fernsehens der DDR zu Beginn der Demonstration in der Karl-Liebknecht-Straße, darunter Herbert Köfer (1. R., 3.v.l.)

Die Initiative zur Demonstration ging ab Mitte Oktober von Schauspielern und Mitarbeitern an Ost-Berliner Theatern aus. Unter dem Eindruck der Übergriffe von Volkspolizei und Stasi gegen Demonstranten während der Feierlichkeiten zum 40. Jahrestag der DDR fand am 15. Oktober 1989 eine Versammlung von 800 Theaterleuten in Berlin statt, auf der als erste Jutta Wachowiak den Vorschlag einer Demonstration für eine demokratische DDR machte. Wachowiaks Vorschlag war auf Anregung des Neuen Forums entstanden. Am 17. Oktober 1989 stellte eine Gruppe von Theaterleuten den Antrag auf Zulassung einer Demonstration für die Artikel 27 und 28 der Verfassung der DDR, der am 26. Oktober 1989 genehmigt wurde.
Als offizielle Veranstalter fungierten die Künstler der Berliner Theater, der Verband der Bildenden Künstler, der Verband der Film- und Fernsehschaffenden und das Komitee für Unterhaltungskunst.

## Ablauf

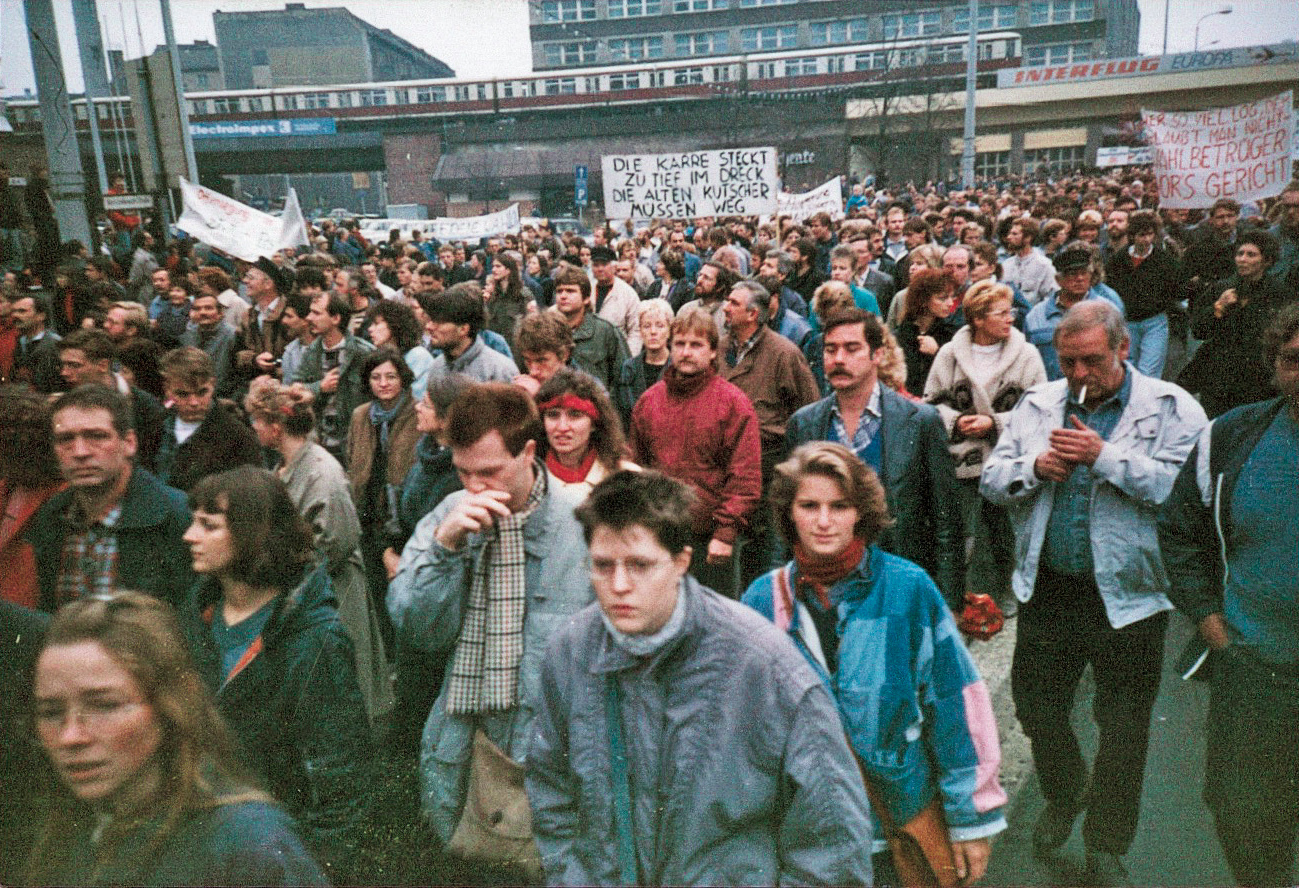
Zug der Demonstranten durch das westliche Ende des S-Bahnhofes Alexanderplatz zum Palast der Republik

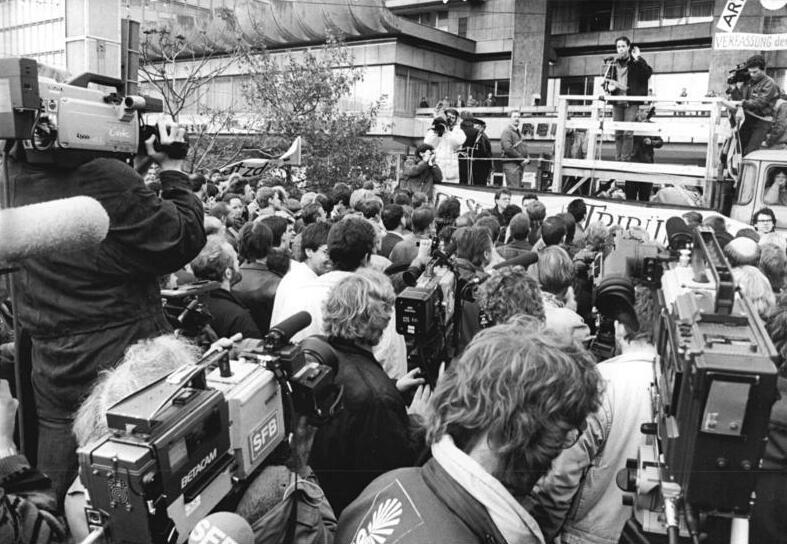
Abschlusskundgebung: Rednertribüne vor dem Haus des Reisens mit seiner charakteristischen Dachform; als Sprecher Jan Josef Liefers

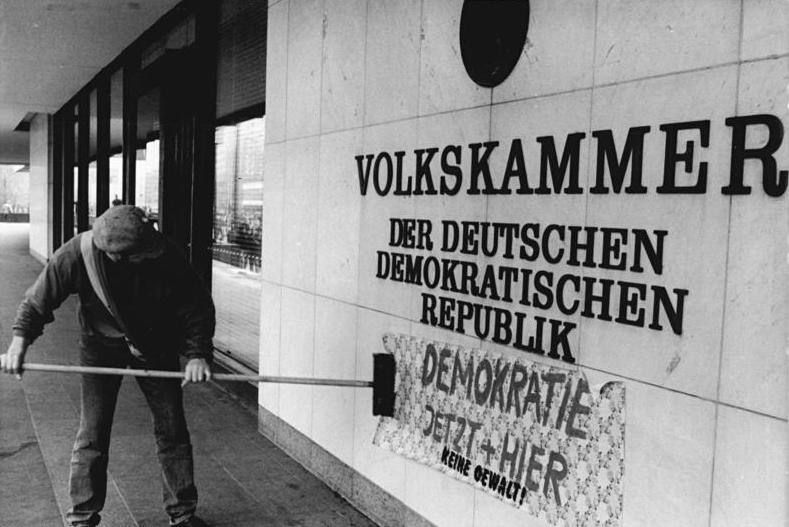
Demonstranten bekleben den Palast der Republik, den Sitz der Volkskammer, mit Losungen der neuen Bürgerbewegung Demokratie Jetzt

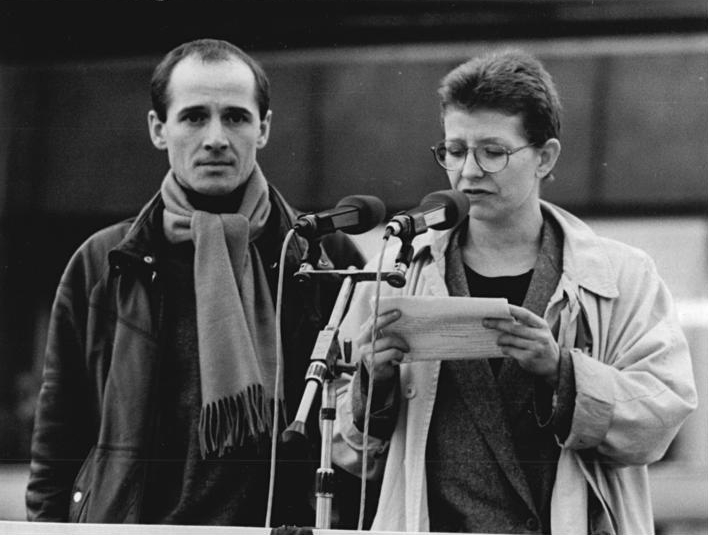
Ulrich Mühe (links) und Johanna Schall (rechts) sprechen auf der Abschlusskundgebung

Die Demonstration startete um 10 Uhr vor dem ADN-Gebäude an der Mollstraße Ecke Prenzlauer Allee, von wo der Demonstrationszug über die Karl-Liebknecht-Straße bis zum Palast der Republik ging, den Palast über den Marx-Engels-Platz umrundete, bevor er über die Rathausstraße zum Alexanderplatz führte – dem Ort der Abschlusskundgebung, die über drei Stunden andauerte. Rund eine halbe Million Menschen nahmen an der Demonstration teil. Die Veranstalter selber gingen von einer Million Teilnehmern aus. Die Zahl habe sich aus Luftbildaufnahmen rekonstruieren lassen. Der Historiker Ilko-Sascha Kowalczuk ist der Ansicht, aus logistischen Gründen hätten nicht mehr als 200.000 Menschen an dieser Veranstaltung teilnehmen können.
Während der Abschlusskundgebung auf dem Alexanderplatz sprachen mehr als 20 Redner zu den Teilnehmern der Demonstration. Sie begaben sich dazu auf die Ladefläche eines W50-Pritschen-LKW, auf welche man eine improvisiert aus Holzlatten zusammengeschraubte Rednertribüne mit Mikrofonen platziert hatte. Dieser LKW stand unmittelbar vor dem Haus des Reisens und war so auf den Alexanderplatz ausgerichtet, dass die Redner nach Südwesten blickten, also zu ihrer Linken das Haus des Lehrers und zu ihrer Rechten das Haus der Elektroindustrie hatten (ungefähre Position).
Unter den mehr als 20 Rednern waren unter anderem Politiker wie Manfred Gerlach und Günter Schabowski, Stasi-Generaloberst a. D. Markus Wolf, Theologe Friedrich Schorlemmer, Rechtsanwalt Gregor Gysi, Hochschulrektor Lothar Bisky, Student Ronald Freytag (fälschlich angekündigt als Roland Freytag), Schriftsteller Christoph Hein, Stefan Heym, Christa Wolf, Dramatiker Heiner Müller, als Vertreter des Neuen Forums Jens Reich; Marianne Birthler für die Initiative Frieden und Menschenrechte sowie die Schauspieler Steffie Spira, Ulrich Mühe und Jan Josef Liefers. Außerdem traten Liedermacher wie Kurt Demmler und Gerhard Schöne auf. Dem von Bärbel Bohley ebenfalls eingeladenen Wolf Biermann war von den DDR-Grenzbehörden am Grenzübergang Friedrichstraße die Einreise verweigert worden. Die Staatsvertreter Manfred Gerlach, Günter Schabowski und Markus Wolf wurden immer wieder von Sprechchören und Pfeifkonzerten unterbrochen.

„Als ich sah, daß seine (Markus Wolfs) Hände zitterten, weil die Leute gepfiffen haben, da sagte ich zu Jens Reich: So, jetzt können wir gehen, jetzt ist alles gelaufen. Die Revolution ist unumkehrbar.“

„Es ist, als habe einer die Fenster aufgestoßen! Nach all’ den Jahren der Stagnation – der geistigen, wirtschaftlichen, politischen;  – den Jahren von Dumpfheit und Mief, von Phrasengewäsch und bürokratischer Willkür, von amtlicher Blindheit und Taubheit. […] Einer schrieb mir – und der Mann hat recht: Wir haben in diesen letzten Wochen unsere Sprachlosigkeit überwunden und sind jetzt dabei, den aufrechten Gang zu erlernen!“

Zahlreiche Teilnehmer trugen selbst gemalte Transparente mit Losungen wie „Wir sind keine Fans von Egon Krenz“, „Volksentscheid zum Führungsanspruch der SED“, „Freie Wahlen statt falscher Zahlen“ und „Rücktritt ist Fortschritt“. Die Kreativität, die Ironie und der Witz, die sich in vielen Transparenten zeigten, waren ein besonderes Kennzeichen dieser Demonstration. Die Demonstration wurde, ohne vorherige Ankündigung, live im DDR-Fernsehen übertragen.
Steffie Spira, Schauspielerin, äußerte den Satz: „Ich wünsche für meine Urenkel, dass sie aufwachsen ohne Fahnenappell, ohne Staatsbürgerkunde, und dass keine Blauhemden mit Fackeln an den hohen Leuten vorübergehen.“

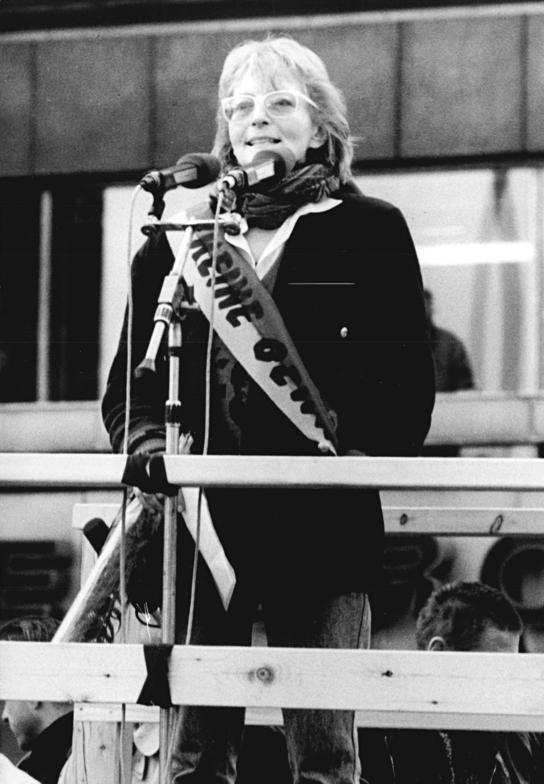
Marion van de Kamp mit einer Schärpe mit der Aufschrift „Keine Gewalt“

Angehörige der Volkspolizei waren kaum sichtbar; als freiwillige Ordner fungierten Künstler, die für diese Funktion mit farbigen Schärpen mit der Aufschrift „Keine Gewalt“ gekennzeichnet waren. Die Ost-Berliner Grenztruppen waren jedoch in erhöhter Alarmbereitschaft, da die DDR-Führung einen Durchbruch der Demonstranten zur Berliner Mauer befürchtete. Zusätzlich verlegte die Führung in der Nacht vom 3. auf den 4. November NVA-Soldaten der 1. MSD organisiert in vierzehn Hundertschaften nach Ost-Berlin, die während der Demonstration gedeckt in Bereitschaft standen.
Die Redner mit ihrem damaligen Beruf in der Reihenfolge ihres Auftretens:
- 11:25 Uhr Marion van de Kamp (1925–2022), Schauspielerin, Volksbühne Berlin
- 11:26 Uhr Johanna Schall (* 1958), Schauspielerin, Deutsches Theater Berlin
- 11:30 Uhr Ulrich Mühe (1953–2007), Schauspieler, Deutsches Theater Berlin
- 11:36 Uhr Jan Josef Liefers (* 1964), Schauspieler, Deutsches Theater Berlin
- 11:42 Uhr Gregor Gysi (* 1948), Rechtsanwalt
- 11:55 Uhr Marianne Birthler (* 1948), Katechetin, Initiative Frieden und Menschenrechte
- 12:06 Uhr Kurt Demmler (1943–2009), Liedermacher, Mitunterzeichner der Resolution von Rockmusikern und Liedermachern, sang Irgendwer ist immer dabei
- 12:10 Uhr Markus Wolf (1923–2006), 1952–1986 Leiter der Hauptverwaltung A im Ministerium für Staatssicherheit, Generaloberst a. D.
- 12:24 Uhr Jens Reich (* 1939), Molekularbiologe, Mitbegründer des Neuen Forums
- 12:36 Uhr Manfred Gerlach (1928–2011), stellvertretender Staatsratsvorsitzender, Vorsitzender der Liberal-Demokratischen Partei Deutschlands
- 12:44 Uhr Ekkehard Schall (1930–2005), Schauspieler, Theaterregisseur, Berliner Ensemble
- 12:48 Uhr Günter Schabowski (1929–2015), für Agitation zuständiger Sekretär des ZK der SED, Mitglied des Politbüros des ZK der SED
- 12:54 Uhr Stefan Heym (1913–2001), Schriftsteller
- 13:02 Uhr Friedrich Schorlemmer (1944–2024), Pfarrer, Mitbegründer des Demokratischen Aufbruchs
- 13:12 Uhr Christa Wolf (1929–2011), Schriftstellerin
- 13:21 Uhr Tobias Langhoff (1962–2022), Schauspieler, Deutsches Theater Berlin
- 13:24 Uhr Annekathrin Bürger (* 1937), Schauspielerin, Volksbühne Berlin, sang Worte eines politischen Gefangenen an Stalin
- 13:28 Uhr Joachim Tschirner (* 1948), Dokumentarfilmregisseur
- 13:33 Uhr Klaus Baschleben (1946–2005), Journalist der National-Zeitung
- 13:43 Uhr Heiner Müller (1929–1995), Dramatiker, Mitglied der Akademie der Künste
- 13:48 Uhr Lothar Bisky (1941–2013), Kulturwissenschaftler, Rektor der Hochschule für Film und Fernsehen der DDR
- 13:55 Uhr Ronald Freytag (* 1959), Student, Humboldt-Universität zu Berlin
- 13:57 Uhr Christoph Hein (* 1944), Schriftsteller
- 14:05 Uhr Róbert Juharos (* 1968), Student, Budapest, Verband der jungen Demokraten
- 14:10 Uhr Konrad Elmer (* 1949), Dozent, Mitbegründer der Sozialdemokratischen Partei in der DDR
- 14:14 Uhr Steffie Spira (1908–1995), Schauspielerin
- Moderator: Henning Schaller (1944–2024), Bühnenbildner, Maxim-Gorki-Theater Berlin

## Wirkung und Rezeption

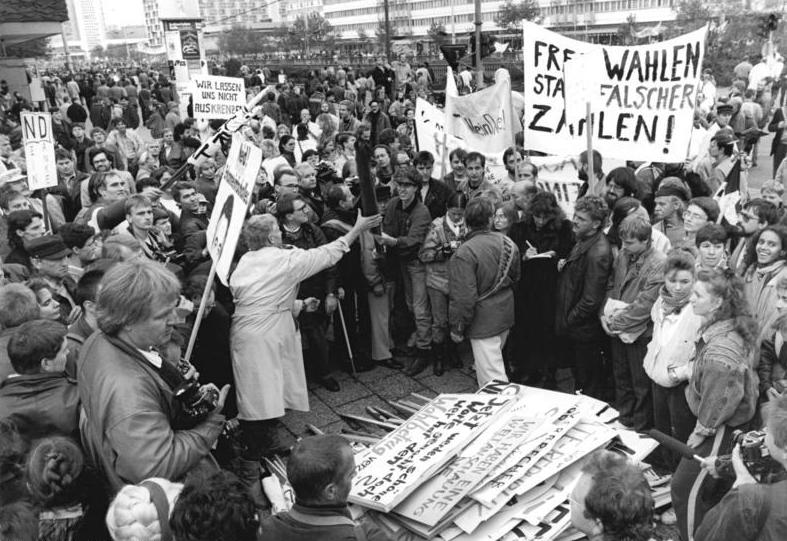
Sammlung der Transparente

In einem Kommentar für die DDR-Nachrichtensendung Aktuelle Kamera vom 4. November 1989 sagte Bernd Niestroj im Anschluss an den Bericht über die Großdemonstration: „Das Volk hat seine Sprachlosigkeit überwunden. (...) Wir Journalisten haben durch diese Stimme des Volkes zu unserem Beruf zurückgefunden und die Regierenden finden Schritt für Schritt zu ihren Aufgaben.“
Ein großer Teil der Transparente der Alexanderplatz-Demonstration wurde nach Ende der Veranstaltung gesammelt und 1994 dem Deutschen Historischen Museum Berlin übergeben. Zum zehnjährigen Jubiläum der Demonstration fanden in Berlin im November 1999 unter dem Motto „Wir waren das Volk.“ Ausstellungen, Diskussionen und künstlerische Aktionen statt. Unter anderem wurde das Haus des Lehrers mit einem acht Stockwerke hohen Transparent mit dem Motto versehen. Die historische Bedeutung der Alexanderplatz-Demonstration wird durch den Historiker Ilko-Sascha Kowalczuk als hoch eingeschätzt, da auf ihr besonders viele bekannte Persönlichkeiten zu Wort gekommen seien und sie aufgrund der Übertragung durch die DDR-Massenmedien eine hohe Breitenwirkung erlangt habe.